# Litecoin
Litecoin (Zeichen: Ł; Abkürzung: LTC) ist eine Peer-to-Peer-Kryptowährung, eingegliedert in ein Open-Source-Software-Projekt, das wiederum unter der MIT/X11-Lizenz veröffentlicht wurde.

## Geschichte
Litecoin wurde am 7. Oktober 2011 über den Open-Source-Client Litecoin Core von Charlie Lee auf GitHub veröffentlicht.

## Beschreibung
Das Litecoin-System ist technisch beinahe identisch umgesetzt wie das Bitcoin-System. Die Erstellung und Übertragung von Litecoins basiert auf einem Open-Source-Verschlüsselungsprotokoll und wird somit nicht zentral gesteuert.
Ein Peer-to-Peer-Netzwerk ähnlich jenem von Bitcoin verwaltet alle Transaktionen, Bilanzen und Ausgaben. Litecoins werden erstellt, indem basierend auf einer kryptologischen Hashfunktion Blöcke generiert werden. Dieser Prozess, in dem es gilt, einen Hash zu „finden“, wird Mining genannt. Die Rate, mit der Litecoins generiert werden, bildet eine geometrische Reihe und halbiert sich alle vier Jahre, bis eine vordefinierte Gesamtmenge von Litecoins erreicht ist (Schutz vor Inflation). Litecoins können, wie Bitcoins, einzeln auf nur einem Computer, für eine Person oder verteilt auf mehreren Systemen, die mehreren Personen gehören, in sogenannte Pools erzeugt werden.
Wie ein Bitcoin kann jedes Litecoin in 100.000.000 kleinere Einheiten unterteilt werden.
Litecoins können sowohl in Fiatgeld als auch in Bitcoins oder andere digitale Währungen umgetauscht werden, was meist über Online-Börsen (Digital Currency Exchangers) abgewickelt wird.
Rückbuchbare Transaktionen (wie etwa Transaktionen via Kreditkarte) werden eher selten verwendet, um Litecoins zu kaufen, da Transaktionen mit Litecoins irreversibel sind und somit die Gefahr der ungewünschten Rückbuchung, sogenannter Chargebacks, besteht.

## Unterschiede zu Bitcoin
Litecoin wurde als alternative Kryptowährung zu Bitcoin entwickelt und unterscheidet sich von dieser in mindestens drei Punkten:
- Blöcke werden im Litecoin-Netzwerk alle 2,5 Minuten anstatt alle 10 Minuten erzeugt, was für die Clients zu schnelleren Transaktionsbestätigungen führt.[1][12]

- Das Litecoin-Netzwerk produziert daher auch im gesamten Verlauf viermal so viele Einheiten wie das Bitcoin-Netzwerk, wodurch die Anzahl der Litecoins gegen 84 Millionen konvergiert.[1][12]

- Im Gegensatz zu Bitcoin, für welche SHA256 verwendet wird, verwendet Litecoin scrypt in seinem Proof-of-Work-Algorithmus: eine spezielle sequentielle Funktion, erdacht und beschrieben von Colin Percival.[13][12][1] Mit dem Ziel, das Mining gleichmäßig auf viele Menschen zu verteilen und einer Zentralisierung wie bei der Währung Bitcoin vorzubeugen, wurde ein Algorithmus ausgewählt, der auf PCs zugeschnitten ist (CPU- und GPU-optimiert). Einer (wesentlich schnelleren) Implementierung in ASICs, die für diese Anwendung extra produziert werden, sollte dagegen vorgebeugt werden, um das Mining weniger von der Finanzkraft abhängig zu machen.[14] Scrypt wurde speziell entwickelt, um Brute-Force-Angriffe mit spezialisierter Hardware wie etwa FPGAs und ASICs zu erschweren. Sie nutzt dazu die Tatsache, dass Arbeitsspeicher verhältnismäßig teuer ist. Aus diesem Grund ist scrypt absichtlich sehr speicheraufwendig konstruiert worden. Deshalb sind für das Mining von Litecoins Grafikprozessoren (GPUs), die u. a. für den Umgang mit Texturen und anderen größeren Datensätzen ausgelegt sind bzw. Zugriff auf den Arbeitsspeicher der CPU haben, gut geeignet, und es ist vergleichsweise kostenaufwendig, Geräte mit FPGAs oder ASICs erfolgreich umzusetzen.[12][15][16][17] Jedoch gibt es bereits seit einiger Zeit ASIC-basierte Miner, welche die vergleichbaren Hashraten erreichen wie GPUs – aber bei einem Bruchteil des Stromverbrauchs von Grafikkarten.[18]

## Kursentwicklung
| US-Dollar / Litecoin | erstmals erreicht | benötigte Tage |
| -------------------- | ----------------- | -------------- |
| 10,0                 | 14. Apr. 2017     | -              |
| 100,0                | 29. Nov. 2017     | 229            |

| Litecoin | US-Dollar | Datum        |
| -------- | --------- | ------------ |
| 1        | 412,01 ,0 | 10. Mai 2021 |

Am 3. Februar 2014 entsprach 1 LTC ca. 21,50 USD bzw. 0,028 BTC.
Am 20. August 2014 (ungefähr ein halbes Jahr später) war 1 LTC auf ca. 4,77 USD gefallen (78 % Wertverlust).
Litecoin war noch die fünftgrößte Kryptowährung, aber der Wert der Marktkapitalisierung sank um ca. 73 % auf 150.000.000 USD.
Damit erlebte Litecoin wie auch Bitcoin einen hohen Wertverlust.
Seit Anfang 2017 verzeichnete der Kurs einen starken Anstieg auf rund 50 USD im Juni 2017 und auf über 300 USD im Dezember 2017. Danach ist der Wert jedoch wieder stark gesunken und lag im November 2018 bei ca. 43 USD. Seither hat er sich wieder auf 84 USD erholt (Stand: 13. Januar 2023).
Gemessen an der Marktkapitalisierung ist Litecoin mit ca. 13 Milliarden US-Dollar (Stand: 13. Februar 2021) die achtgrößte Kryptowährung.

## Trivia
Genau wie bei Bitcoin enthält der Genesis Block von Litecoin auch eine Zeitungsüberschrift, im Gegensatz zu Bitcoin aber von der New York Times vom 5. Oktober. Er behandelt den Tod von Steve Jobs, der an diesem Tag verstarb.